# Патагонский клыкач
Патагонский клыкач (лат. Dissostichus eleginoides) — морская, придонно-пелагическая, антарктическая по происхождению рыба из семейства нототениевых (Nototheniidae), подотряда нототениевидных (Notothenioidei) отряда окунеобразных (Perciformes). Наибольшая длина тела составляет около двух метров. Максимальный вес может превышать 100 кг. Вид обитает в антарктических и субантарктических водах у побережья Чили и Аргентины, у Фолклендских островов, острова Южная Георгия, а также у островов Кергелен, Хёрд и на подводных поднятиях банках Обь и Лена на глубинах от 300 до 2000 м. Хищный вид, питается мелкими кальмарами, рыбой, донными беспозвоночными и падалью. Патагонский клыкач в свою очередь служит пищей для кашалота и тюленя Уэдделла. Наряду с антарктическим клыкачом (Dissostichus mawsoni) является ценным объектом промысла. Промысел ведётся донными ярусами. Высокие мировые цены на эту рыбу провоцируют и её нелегальный лов, который наблюдается с конца 1990-х годов (см. также Андрей Долгов (судно)).
Регулируемый коммерческий промысел патагонского клыкача в Зоне действия Конвенции по сохранению морских живых ресурсов Антарктики (АНТКОМ) осуществляется в соответствии с рекомендациями и квотами, разработанными и утверждёнными Научным комитетом АНТКОМ, а в акваториях вокруг антарктических заморских территорий некоторых государств, например, у острова Южная Георгия (Великобритания) или островов Кергелен (Франция) — в соответствии с национальными региональными правилами рыболовства.